# Sni-A-Bar Township (comté de Lafayette, Missouri)
Sni-A-Bar Township est un ancien township, situé dans le comté de Lafayette, dans le Missouri, aux États-Unis,.
Le township est baptisé en référence au cours d'eau du même nom.

### Source de la traduction
- (en) Cet article est partiellement ou en totalité issu de l’article de Wikipédia en anglais intitulé « Sni-A-Bar Township, Lafayette County, Missouri » (voir la liste des auteurs).